# Georg Dietrich August Ritter
Georg Dietrich August Ritter (Luneburgo, 11 dicembre 1826 – Luneburgo, 26 febbraio 1908) è stato un ingegnere e astrofisico tedesco.
È famoso per via di un suo teorema, denominato appunto metodo di Ritter, un procedimento rapido per il calcolo degli sforzi nelle aste delle travature reticolari, soggette a sollecitazioni esterne puramente nodali, fondato su una particolare utilizzazione delle equazioni cardinali della statica.

## Biografia
August Ritter studiò dal 1843 al 1846 ad Hannover e dal 1850 al 1853 a Gottinga, dove ottenne il dottorato. Divenne docente presso Polytechnikum di Hannover nel 1856. Nell'ottobre 1870 divenne il primo docente per ingegneria meccanica e macchine al TH Aquisgrana. Rimase ad Aquisgrana fino al 1899. Nel 1903 ritornò a Lüneburg, dove morì nel 1908. Lasciò la sua biblioteca alla TH Aquisgrana. I suoi scritti vennero tradotti in inglese e francese.

## Onorificenze
In suo onore è stato intitolato il cratere Ritter così come le Rimae Ritter sulla Luna.

## Scritti
- (DE) August Ritter, Lehrbuch der Technischen Mechanik, 8ª ed., Lipsia, Baumgärtner, 1900  [1865].
- (DE) August Ritter, Lehrbuch der Höheren Mechanik, 3ª ed., Lipsia, Baumgärtner, 1899  [1873].
- (DE) August Ritter, Elementare Theorie und Berechnung eiserner Dach-und Brücken-Constructionen, Hannover, Rümpler, 1863.
- (DE) August Ritter, Anwendungen der Mechanischen Wärmetheorie auf kosmologische Probleme, Lipsia, Baumgärtner, 1882.